# Fundacja im. Kieleckiej Szkoły Krajobrazu

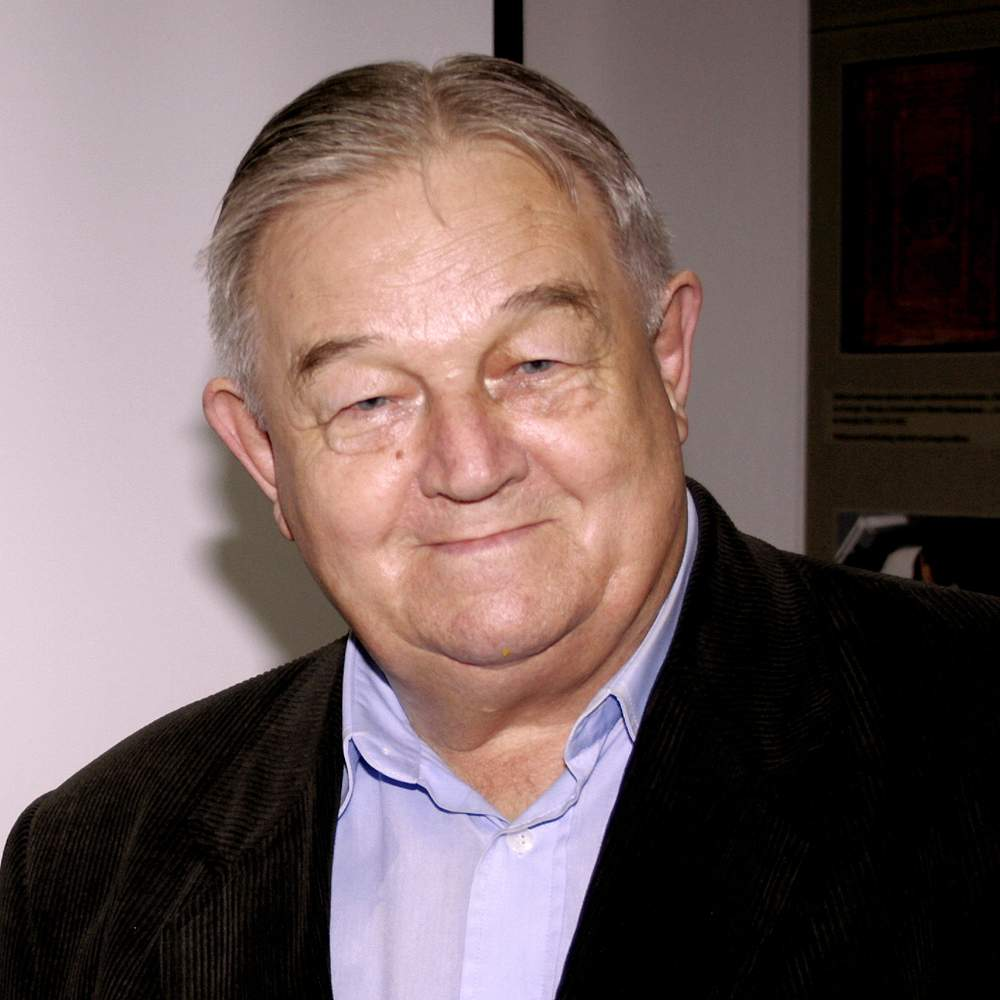
Paweł Pierściński – twórca Kieleckiej Szkoły Krajobrazu; Foto: Paweł Matyka

Fundacja im. Kieleckiej Szkoły Krajobrazu – fundacja utworzona w 2018 roku.

## Historia
Fundacja im. Kieleckiej Szkoły Krajobrazu została utworzona 1 czerwca 2018, z inicjatywy Małgorzaty Sajkiewicz-Kręt, której powierzono funkcję przewodniczącej Rady Fundacji im. KSK. Funkcję prezesa Zarządu fundacji objął Krzysztof Zając – polski artysta fotograf, członek Okręgu Świętokrzyskiego Związku Polskich Artystów Fotografików. Wiceprezesem fundacji została Stanisława Zacharko-Łagowska – członkini Rady Artystycznej Zarządu Głównego ZPAF, dyrektor Biura Wystaw Artystycznych w Kielcach. Fundację wpisano do Krajowego Rejestru Sądowego 24 lipca 2018.

## Działalność
Podstawowym celem działalności Fundacji im. Kieleckiej Szkoły Krajobrazu jest praca nad dokumentacją oraz rozpowszechnianiem lokalnych (świętokrzyskich) działań na niwie twórczości fotograficznej, z wyszczególnieniem prezentacji, promocji dorobku twórczego przedstawicieli, twórców Kieleckiej Szkoły Krajobrazu – kanonu estetycznego, systemu działalności i idei społecznej, zapoczątkowanej w Kielcach. Działalność fundacji to szeroko zakrojona działalność fotograficzna – organizacja wystaw, konkursów, prezentacji, spotkań, konsultacji, warsztatów fotograficznych oraz działalność na rzecz edukacji fotograficznej poprzez organizację spotkań autorskich i wspieranie oraz promocja twórczości artystów, fotografów związanych ze świętokrzyskim środowiskiem fotograficznym.